# Calophasia sinaica
Calophasia sinaica là một loài bướm đêm thuộc họ Noctuidae. Con trưởng thành bay từ tháng 10 đến tháng 3. Có một lứa một năm.